# Agrume

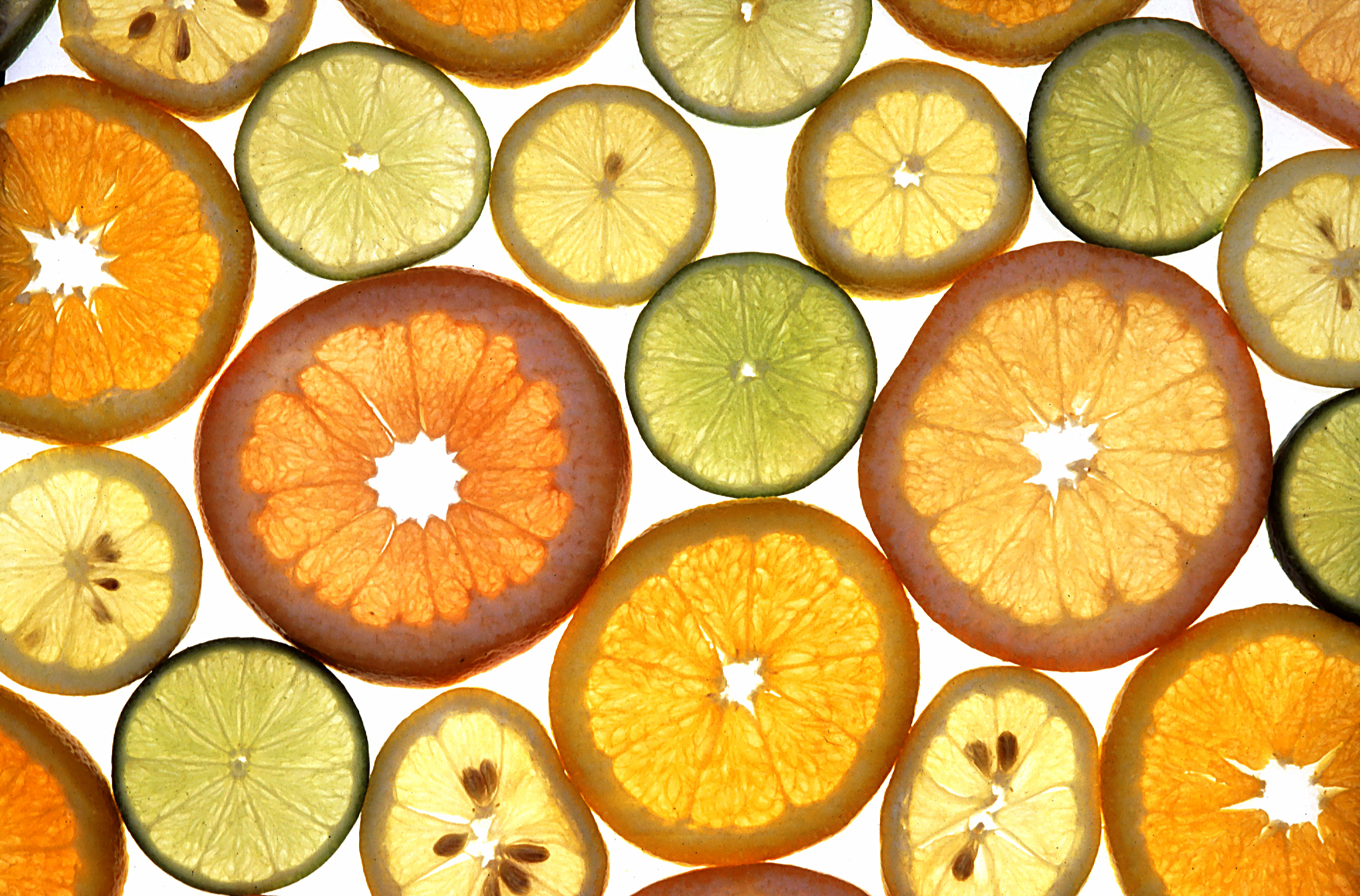
Photo de tranches d'agrumes en section transversale

Agrumes (du latin médiéval acrumen, saveur âcre) est un terme collectif désignant d’une part les arbres qui portent des fruits tels que les oranges, les mandarines, les citrons, les pomelos, les kumquats, c’est-à-dire essentiellement les arbres appartenant au genre Citrus, et d’autre part les fruits de ces mêmes arbres.
Les agrumes sont les fruits (des baies de type hespéride) et par extension les plantes des genres Citrus (incluant Eremocitrus glauca et Microcitrus), Fortunella, et Poncirus trifoliata de la famille des Rutaceae, sous famille des Aurantioideae (en), tribu des Citreae (en). Les agrumes se caractérisent et distinguent de la plupart des autres fruits par leur structure en quartiers, issus des carpelles.
Agrume est un mot relativement récent en français. Agrume renvoie aux fruitiers et aux fruits domestiqués les plus cultivés dans le monde dont la particularité est la forte diversité : bergamote, cédratier, citron, combava et citron caviar, kumquat, lime, chinotto, limette, mandarine, orange douce, orange sanguine et bigarade (orange amer), pamplemousse, pomelo, papeda (yuzu, hassaku, kabosu, sudachi, main de bouddha, kalamansi) et autres variétés hybrides (clémentine, tangerine, tangelo, tangor, clemenvilla, limequat, citron Meyer…).

## Dénomination
Le terme « citrus » quitte les textes latins après son utilisation par Carl von Linné, mais reste circonscrit au vocabulaire des botanistes, des jardins ou de la pharmacie. En 1811, Giorgio Gallesio, pomologiste italien qui écrit en français, dans son Traité des citrus, constate l'absence de traduction française du latin citrus (le latin n'a pas bonne presse après la Révolution). Il propose de reproduire l'italien et de nommer les citrus « agrumes » (italien agrume, du latin acrumen (substance à saveur aigre) qui donne aigruns, egrum, agrum « fruits aigres »), proposition qui ne sera pas retenue.
Le mot citrus est utilisé dans la littérature jusqu'après 1920 ; en 1917, André Guillaumin publie Les Citrus Cultivés et Sauvages, Pierre Guitet-Vauquelin La culture des citrus, ouvrages qui n'utilisent jamais le mot « agrume ». Dix ans plus tard, Désiré Bois, en 1928, écrit du genre citrus qu'on « le désigne couramment dans le commerce sous le nom global d'agrumes » et il emploie ce mot dans tout son livre.
Agrume entre dans le dictionnaire de l'Académie française en septembre 1939. En 1942, l'État français crée l'Institut des fruits et agrumes coloniaux. Par la suite, les livres sur la culture des citrus seront tous intitulés culture des agrumes. Alain Rey écrit « ce mot est devenu usuel à la suite de la commercialisation accrue d'orange et de citrons dans les régions qui n'en produisent pas ». De nos jours, le mot agrume se substitue souvent à citrus, par exemple l'IPGRI emploie agrume au lieu de citrus et l'INRA emploie les deux.

## Structure des fruits
La peau des agrumes est constituée à l'extérieur d'un épicarpe dur et contenant des glandes à huiles essentielles donnant le zeste et, à l'intérieur, d'une couche blanchâtre et spongieuse correspondant au mésocarpe.
Le cœur est constitué de quartiers, issus chacun de la transformation d'un carpelle, entourés d'une fine peau correspondant à l'endocarpe. La partie charnue à l'intérieur de chaque quartier, généralement comestible, a une structure de poils succulents qui remplissent les loges carpellaires.

## Phylogénie
Des travaux de phylogénie par séquençage complet du génome de variétés et formes sauvages remettent en cause en 2018 les systèmes taxonomiques élaborés antérieurement, expliquant encore la coexistence de trois classifications botaniques différentes pour les agrumes. Elles montrent deux grandes étapes de radiation évolutive : la première en Asie à la fin du Miocène, entre 6 et 8 millions d’années (peut-être liée à un affaiblissement dramatique des moussons en Asie à cette période), conduit à la séparation en huit embranchements dont quatre espèces ancestrales (Citrus reticulata, Citrus maxima, Citrus medica et Citrus micrantha) à l’origine de la variété des agrumes cultivés actuels, générés par hybridations interspécifiques naturelles (orangers, pomelos, citronniers et limettiers) ; la seconde en Australie au début du Pliocène, il y a environ 4 millions d’années, est à l’origine de trois espèces de lime australienne.
En 2023, sur la base d'analyses phylogénétiques des génomes chloroplastiques de 12 espèces représentatives (C. aurantium, C. australis, C. junos, C. madurensis, C. mangshanensis, C. maxima, C. medica, C. micrantha, C. reticulata , C. sinensis, C. tachibana et C. trifoliata) le genre Citrus a été subdivisé en 7 sous-genres : Poncirus, Fortunella, Papeda, Cédrat, Cephalocitrus, Aurantium et Sinocitrus. C. medica (Cédrat), C. maxima (pomelos) et C. reticulata (Mandarine) sont les principales espèces de Citrus, les autres sont des isolats ou des hybridations anciens.

## Historique

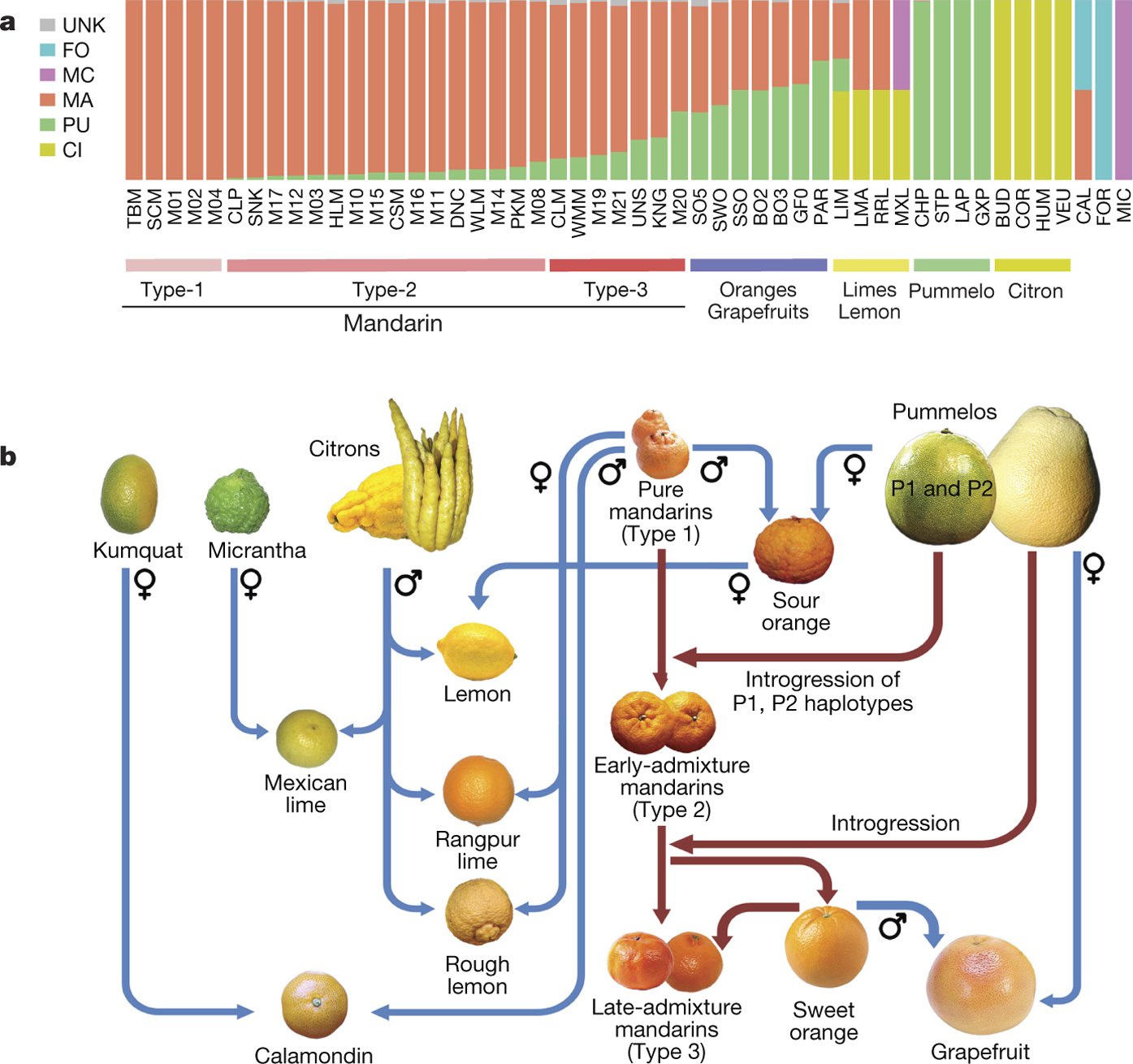
Phylogénie des agrumes.

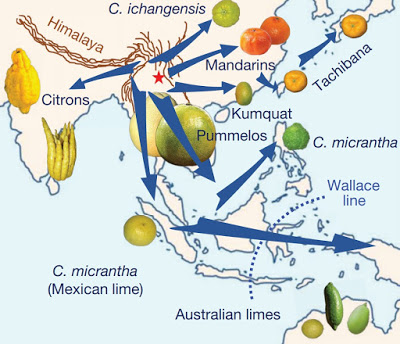
Carte sur l'origine des agrumes.

Les agrumes sont originaires du Sud-Est asiatique (Chine, Nord-Est de l'Inde, Malaisie, Océanie). À partir de cette zone, la dispersion se serait effectuée vers l'Est de l'Inde, l'archipel malais et la Chine du Sud.
On invoque souvent la mythologie grecque pour appeler les agrumes hespérides, du nom de l’un des travaux d’Hercule : cueillir les pommes d'or du jardin des Hespérides, gardées par le titan Atlas. Cette interprétation de la Renaissance est un anachronisme, car aucun pépin ni pollen fossile d’agrume n'a jamais été trouvé dans les sites de l'Antiquité précoce. Par ailleurs, en grec ancien χρυσόμηλον (pomme d'or) désigne le coing (source : Bailly) et non un agrume. C’est probablement par le « périple de la mer Érythrée » (route commerciale reliant l’Égypte antique à l’Inde) que les agrumes, déjà cultivés en Asie méridionale, sont arrivés en Méditerranée. Le cédratier (Citrus medica), fut la première espèce connue en Europe (300 ans av. J.-C. d’après Webber, 1967, rapporté de Mésopotamie par les armées d’Alexandre le Grand). Le citronnier (C. limon) était connu des Romains au Ier siècle de notre ère. Le bigaradier (C. aurantium), et l’oranger (C. sinensis) ont été introduits dans le bassin méditerranéen entre le Xe et le XIIe siècle. En Occident, les Arabes les cultivent en Espagne vers le Xe siècle. Le mandarinier (C. reticulata) a suivi au XIXe siècle.
Les agrumes ont de tous temps été appréciés pour leurs qualités décoratives, leurs parfums, leurs vertus médicinales et leurs goûts. Ils sont devenus les fruits les plus cultivés du monde en deux étapes : la maîtrise des techniques du sucre et de la distillation par les Arabes andalous au Moyen Âge (agrumes confits et eau de fleur d’oranger), ce qui permet la diffusion en Occident ; puis la systématisation de l’usage de la vitamine C aux États-Unis pendant les années 1920, qui les diffuse dans le nouveau monde et, en premier lieu, en Floride (jus d’orange du matin).
La diffusion vers le continent américain est postérieure au second voyage de Christophe Colomb. Le Citrus ×paradisi (pamplemousse en français actuel), originaire de la zone antillaise est sans doute issu d'une hybridation spontanée entre les agrumes introduits dans la région.

## Biologie

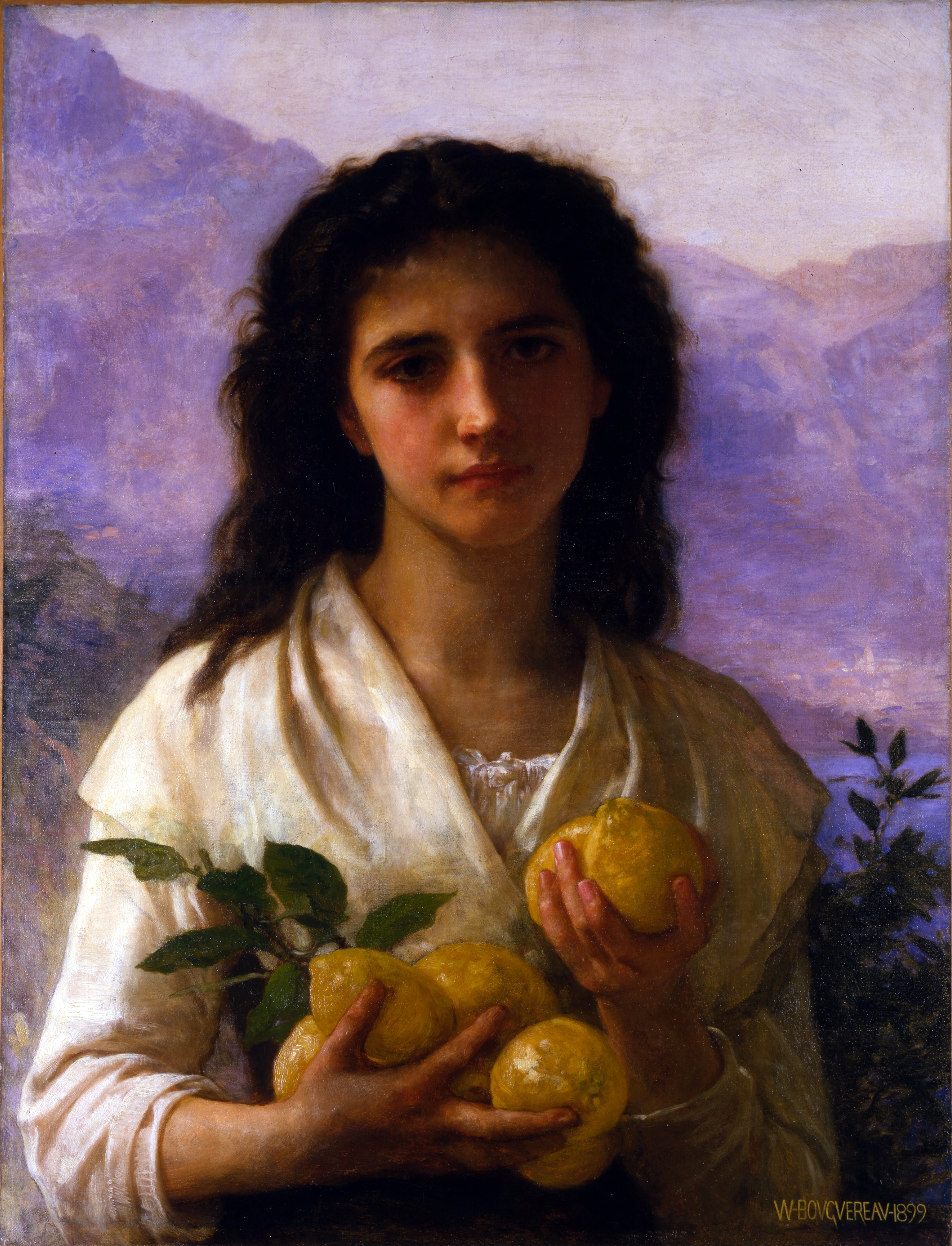
Fille portant des citrons(peinture de William Bouguereau – XIXe siècle)

La peau du fruit est une écorce (péricarpe) composée de deux couches concentriques. La couche superficielle, rugueuse et résistante, de couleur vive souvent jaune orangé sous l’action des flavonoïdes, est nommée épicarpe ou flavedo ou encore zeste en cuisine. La couche interne, blanche et spongieuse, est le mésocarpe ou albédo (parfois appelé ziste).
La pulpe est composée de quartiers juteux contenant les pépins. Elle est riche en vitamine C.
Ce sont des fruits non climactériques qui doivent être récoltés à maturité. Ils sont résistants au transport et à la conservation.
Si les fruits sont assez aisés à différencier sur le plan culinaire, la distinction des espèces botaniques est en revanche complexe, car les différentes espèces s'hybrident très facilement et sont difficiles à fixer. Le genre Citrus ne contiendrait finalement pas plus de onze espèces.
La biologie et la génétique de ces fruits est notamment étudiée au Centre de San-Giuliano en Haute-Corse où l’Inra et le Cirad ont installé en 1957 une des cinq plus importantes collections d'agrumes du monde, avec plus de 5 000 plantes, arbres ou arbustes et 1 100 variétés d'agrumes sur 13 hectares.

## Culture et transport d'agrumes
Les agrumes représentent la première production fruitière mondiale (179 millions de t en 2020-21). La superficie plantée en agrumes est évaluée à plus de 11,4 millions d'ha, répartie sur une aire très large située approximativement entre les 40° de latitudes Nord et Sud tout autour du monde. Les agrumes sont sensibles à l'alternance biennale qui est le sujet de nombreuses recherches et publications. En dehors de la production fruitière les agrumes sont des plantes ornementales recherchées pour leur parfum, la beauté du feuillage sempervirent et de leurs fruits, les agrumes résistants au froid sont cultivés à cet usage.  

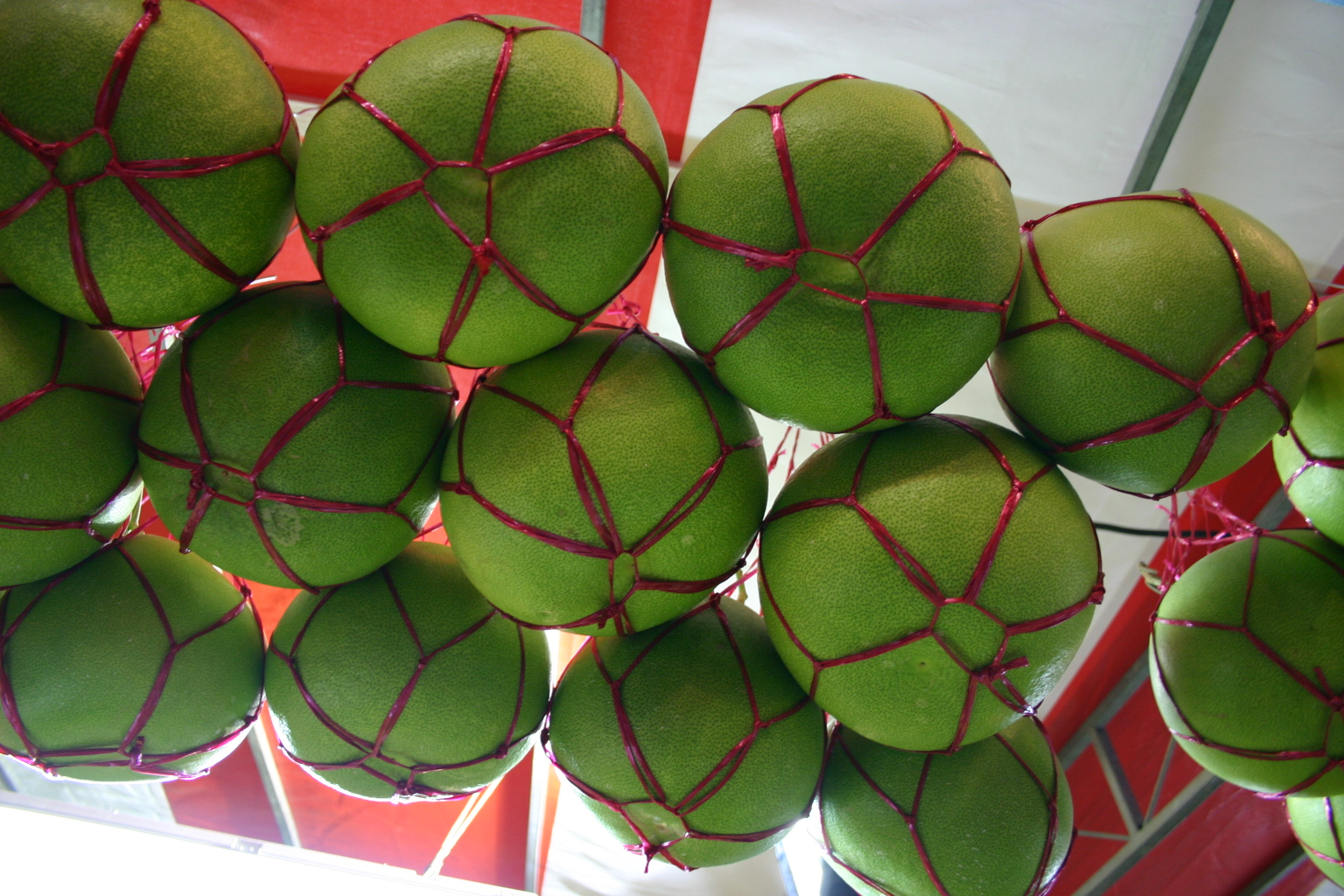
Pomelos pour le nouvel an chinois

### Les variétés cultivées
La production est spécialisée. Au Brésil, 86 % de la production d'agrumes sont des oranges (industrie du jus), les gros producteurs de citrons et de limes sont l'Inde, l'Espagne et le Mexique. La Chine produit à elle seule plus de la moitié des pamplemousses mondiaux (cette catégorie regroupe les C. maxima et les C. paradisi). Dans les petits fruits, la Chine et ses ponkan représente 19,7 % de la production mondiale suivie par l'Indonésie (5,3), l'Espagne (4,8), la Turquie et le Maroc. Encore faut-il préciser que les cultivars de petits fruits asiatiques (ponkan, satsuma et nombreux tangors) sont différents par la maturité et les qualités organoleptiques que la mandarine méditerranéenne, plus tardive et parfumée.

### Pays producteurs

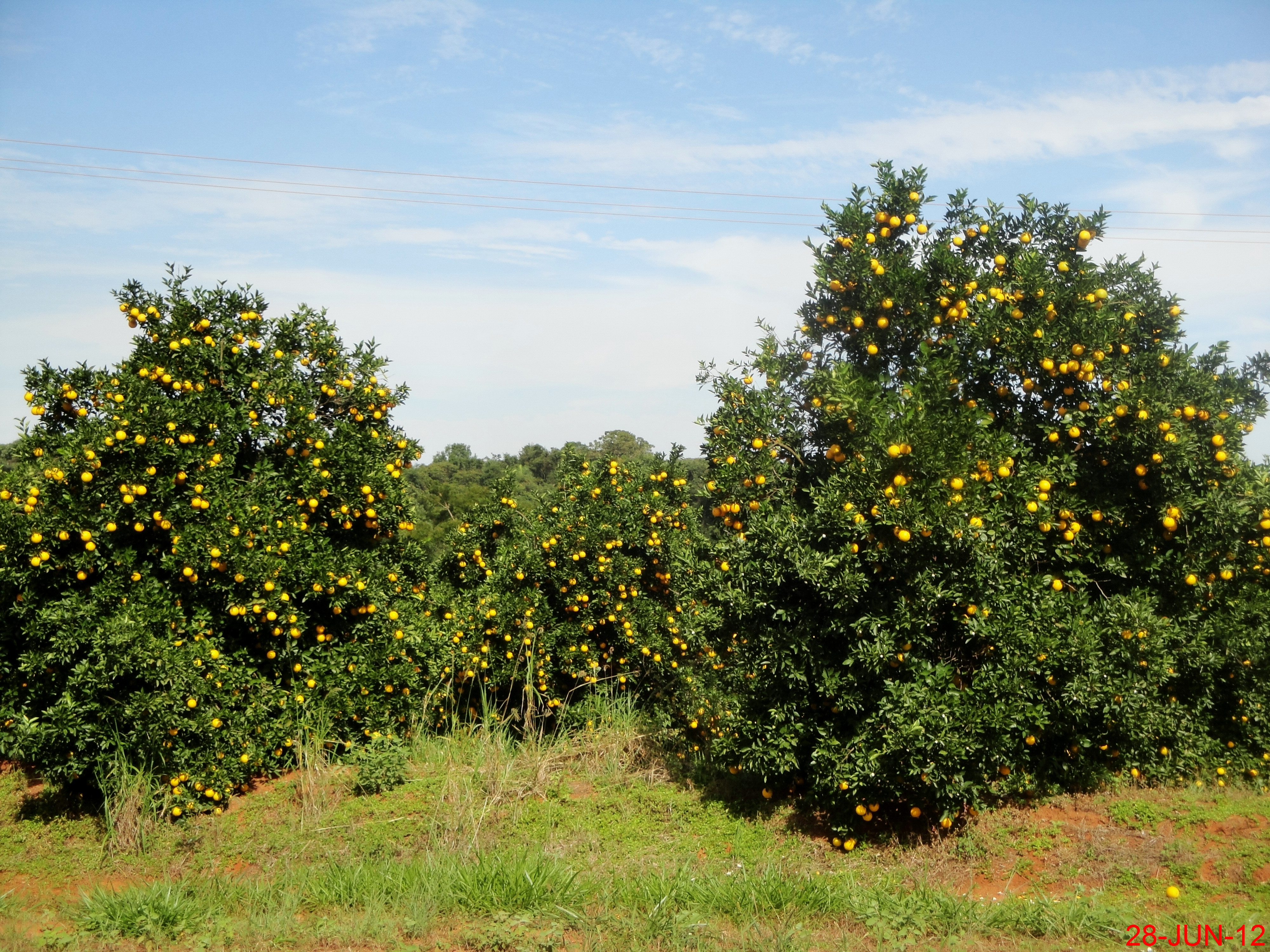
Orangers au nord de São Paulo

#### 3 paysproduisent la moitié de la production mondiale
La production mondiale toutes variétés confondues est de 179 millions de tonnes. Les principaux pays producteurs en 2020 (publication FAO 2021) sont en millions de tonnes : la Chine (37,7 soit 26,2 % de la production mondiale), le Brésil (19,6, 13,6 %), le Mexique (8,4). Ils représentent 49,1 % de la production mondiale, suivent l'Espagne (6) et la République Démocratique du Congo (4,6). En Europe, les agrumes sont cultivés dans les pays méditerranéens. L'Espagne est de loin le premier producteur (l'orange représente 53 % de la production, les tangerines 30 %). 

#### Répartition de la production par espèces
Les agrumes à jus sont les fruits les plus cultivés. Les oranges douces représentent 53 % de la production mondiale d'agrumes (FAO 2020), les tangerines (mandarines, clémentines, petits tangors, etc.) 26 %, les citrons et limes 14,3 % et les pomelos (C. maxima) et grapefruits (C. paradisi) 6,6 %.

#### Labels de qualité européens et japonais

##### IGP espagnols
- Cítricos Valencianos, 20-05-2003,
- Clementinas de las Tierras del Ebro, 23-09-2003,

##### IGP français
- Citron de Menton IGP, 21-09-2015,

- Clémentine de Corse, 16-02-2007,
- Pomelo de Corse 8-10-2014,

##### IGP grecques
- Koum kouat Kerkyras (Κουμ Κουάτ Κέρκυρας), 13-11-1996,
- Mantarini Chiou (Μανταρίνι Χίου), 27-06-2008.

##### IGP et DOP italiens
IGP
- Arancia del Gargano, 31-08-2007,
- Arancia Rossa di Sicilia, 21-06-1996,

- Clementine del Golfo di Taranto, 23-09-2003,
- Clémentine de Calabre, 25-11-1997,

- Limone Costa d'Amalfi, 05-07-2001,
- Limone di Rocca Imperiale, 26-07-2010,
- Limone di Siracusa, 26-05-2010,
- Limone di Sorrento, 07-11-2000,
- Limone Femminello del Gargano, 16-02-2007,
- Limone Interdonato Messina, 12-11-2009,
- Limone dell'Etna, 15-10-2020.

AOC - (DOP)
- Arancia di Ribera DOP (Sicile) 03-02-2011
- Cedro di Santa Maria del Cedro DOP, 17-05-2023

##### IGP portugaise
- Citrinos do Algarve IGP (1996): Agrumes d'Algarve IGP.

##### IGP japonaises
- Kabosu d'Ōita . Préfecture d' Oita. n°33 du 26 mai 2017
- Yuzu Kitō, Ville de Naka, district de Naka, préfecture de Tokushima, IGP n°42 le 15 septembre 2017
- Kagawa Obara Beni Wase Mikan (Mandarines précoces Kagawa Obarabeni) 小原紅早生 (Ohara beniwase), préfecture de Kagawa, IGP n°54 du 15 décembre 2017
- Sakurajima komikan, préfecture de Kagoshima Mirai IGP no 46 du 10 novembre 2017
- Hetsuka daidai, préfecture de Kagoshima Kimotsuki IGP no 57 du 15 décembre 2017
- Banpeiyu de Yatsushiro, Préfecture de Kumamoto, n° 94 du le 30 mars 2020
- Yuzu de Mononobé, Ville de Kami, Préfecture de Kōchi, n°93 du  29 juin 2020
- Nishiura Mikan Jutaro, ville de Numazu, préfecture de Shizuoka.  IGP no 103 du 18 novembre 2020
- Sudachi de Tokushima, Préfecture de Tokushima, n°129 du 31 mars 2023

#### Pays exportateurs et importateurs
En 2019, le premier exportateur mondial d'agrumes est l'Espagne (4 millions de tonnes) devant l'Afrique du Sud et le Maroc. Les importateurs sont, par ordre décroissant et en millions de tonnes, la fédération de Russie (1,7), les Pays-Bas (1,3), les États-Unis (1,3), l'Allemagne (1,1). Par variété, la Chine est le premier importateur mondial d'oranges (0,7), devant les Pays-Bas (0,6), la France (0,5) et l'Allemagne (0,46). La Chine (10,4) est le second producteur mondial d'oranges derrière le Brésil (17) et l'Inde (9,5).
Les Pays-Bas sont un des points d'entrée des agrumes importés. En 2007/2008, Anvers manutentionnait 3,2 millions de tonnes d'agrumes. Il est suivi en Europe par Rotterdam (1,8 Mt), Skerness ou Hambourg (de l'ordre de 1 Mt), Zeebrugge (0,8 Mt), Marseille (0,6 Mt), Dunkerque (0,3 Mt), Port-Vendres près de Perpignan (0,2 Mt), Dieppe (0,1 Mt), Le Havre (0,1 Mt).

#### Transports
Les agrumes sont souvent transportés sur de longues distances par voie maritime en navires ou conteneurs reefers. Une technique intéressante pour maintenir et accentuer le goût de l'agrume consiste à mélanger des pommes et des agrumes en fixant durant le trajet avec une grande rigueur une température qui est choisie entre 5 et 6 °C. Ainsi, les citrons et oranges de Floride qui sont conditionnés avec des pommes à 5,1 °C, ceux d'Uruguay à 6,1 °C développent leurs goûts spécifiques.
D'une manière générale, les températures soigneusement ajustées et contrôlées durant le transport d'une seule espèce permettent d'éviter le développement des germes parasites spécifiques. L'art du transport a fait mieux connaître les qualités de conservation des agrumes.

#### Changement climatique
La culture des agrumes est affectée par la pression constante des maladies et des facteurs de stress environnementaux, tels que les orages, et fortes précipitations. Le manque de froid généralise le déverdissement des fruits les sécheresses demande de nouveaux porte-greffe et la généralisation de l'irrigation.
La zone de culture (minimum de rusticité 9a) sétend avec le réchauffement du climat. En 2025, l'extrême ouest du Canada est signalé comme une nouvelle zone de culture d'agrumes rustiques.

## Réglementation phytosanitaire
La législation phytosanitaire européenne (dont le règlement UE 2016/2031 du Parlement européen et du Conseil du 26 octobre 2016 relatif aux mesures de protection contre les organismes nuisibles aux végétaux) fixe la liste des organismes nuisibles réglementés – organismes de quarantaine – les végétaux, produits végétaux et autres objets réglementés et les exigences phytosanitaires d'importation, ainsi que les mouvements internes. De nombreux organismes de quarantaines concernent Citrus comme le Huanglongbing (maladie du dragon jaune) ou le chancre citrique, virus de la tristeza des agrumes.
La circulation d'agrumes dans la zone de libre circulation des plantes européenne doit se faire avec un passeport phytosanitaire qui atteste du respect des dispositions réglementaires européennes relatives aux organismes de quarantaine (normes phytosanitaires et exigences particulières) qui accompagne certains végétaux, produits végétaux ou autres objets circulant sur le territoire de l’Union européenne.
Les agrumes font partie des plantes dont l'importation de plants, de matériel végétal, de semences est totalement interdite sauf procédure de quarantaine. Les laboratoires de quarantaine actifs en Europe sont l'Unité de Quarantaine des végétaux de Lempdes (ANSES) et la Cuarentena vegetal IVIA à Valence. Aux États-Unis, il existe des restrictions comparables.

## Utilisation
La plupart des agrumes cultivés le sont pour l'alimentation, la production d'huiles essentielles utilisées dans la fabrication des parfums, de macérations ou d'eaux aromatiques (eaux de Cologne) où ils forment la famille des hespéridés, des bienfaits pour la santé, la décoration où comme fruit rituel dans le cas des cédrats. Dans les industries cosmétiques, les huiles essentielles d'orange, de citron et de mandarine sont utilisées à très grande échelle. Les huiles essentielles obtenues à partir d'une variété de fruits du genre Citrus sont les huiles essentielles naturelles les plus populaires et représentent la plus grande partie des arômes et parfums naturels commerciaux [ 36].

### Porte-greffe
Le greffage des agrumes est systématique, le porte-greffe qui est un autre agrume a une influence sur la productivité, la tolérance au froid, au pH et à la salinité du sol (critère défavorable important avec l'évolution du climat, les porte-greffe tétraploïdes sont plus tolérants au stress salin que leurs homologues diploïdes) à la sécheresse, la qualité du fruits, la taille de l'arbre, la résistance aux pathogènes. La greffe transmet l'âge du greffon, autrement dit un greffon productif qui a passé le stade juvénile donne un arbre immédiatement productif. Comme l'ont souligné C. Jaquemond et al. l'opération de greffe doit être réalisée dans des conditions d'hygiènes qui évitent la transmission des virus et bactéries, y compris la sélection de porte greffe sains en général issus de semis. Les principaux agrumes utilisés comme porte-greffe sont: 
- Le bigaradier (C. aurantium), et notamment les cultivars développés actuellement pour leur tolérance au HLB, les hybrides SuperSour[47], le bigaradier est un porte-greffe traditionnel, largement compatible avec de nombreux agrume, il donne de bons fruits, il résiste au phytophtora[48]. Cultivars Gou Tou (Afrique du Sud, Chine), Australian (Maroc, donne de gros fruits),
- le Citron jambhiri (C. jambhiri Lush) utilisé en Inde mais ne supporte pas les sols lourds,
- le yuzu (Citrus junos Sieb. Ex Tanaka) utilisé au Japon, rendement médiocre, cultivar Ziyang Xiangcheng en Chine,
- la mandarine (C. reticulata Blanco) cultivar Cleopatra: bonne tolérance au sol calcaire[49], et son hybride le Citron Volkamer (C. medica x C. reticulata) tolérant au phytophtora au CVT et divers autres virus mais n'aime pas les sols lourds[49],
- le rangpur (C. limonia Osbeck) réputé pour sa tolérance à la sécheresse[50],
- Citrus macrophylla ou Alemow[51] utilisé pour les citrons, les limes et les oranges, tolérant au froid, au calcaire, au phytophtora, mais sensible au CVT, entre rapidement en production, mais dégrade la qualité du fruit (fruits secs)[52],
- le Poncirus trifoliata résistance au froid remarquable (-20°C)[44] mais intolérant au sel, ses cultivars (Flying Dragon P. trifoliata var. monstrosa (T. Itô) Swingle), SRA 1074 et ses hybrides: 
  - HTR-051 (P. trifoliata L. Raf. × C. limonia), US-897 (mandarine Cleopatra × Flying Dragon), Forner-Alcaide (mandarine King × P. trifoliata (L.) Raf.), Red Tangerine (orange trifoliée x P. trifoliata), Citrumelo (× Citroncirus spp. ou C. parasidi x P. trifoliata) tolérant à la salinité[53], Citrumelo Sakaton,
  - les citranges (hybrides de P. trifoliata),
    - Troyer (C. deliciosa Ten x P. trifoliata L. Raf.), et le sous-hybride Forner-Alcaide (C. Troyer x C. deliciosa Ten)
    - Carrizo hybride d'orange Washington navel[54] et P. trifoliata (C. sinensis Ten x P. trifoliata L. Raf.) tolérant au CVT, productif, améliorant pour le fruit, utilisé en Corse pour la mandarine[55], mais incompatible avec des citronniers, cédratiers, tangors, et kumquats[54],.
    - C35 et C32 hybride d'oranger Ruby (1951), idéal avec le clémentinier[56],

  - les citrandarin (mandarine Cléopatra et P. trifoliata) utilisé en Afrique du Sud, accepte les sols humides, calcaire mais dégrade la qualité du fruit[57]. Forner-Alcaïde (n°5, n°418) obtention italienne pour les petits agrumes, productifs[58].

### Alimentation
La feuille, la fleur, le fruit immature, le fruit mûr sont directement ou indirectement consommés. 

#### La feuille

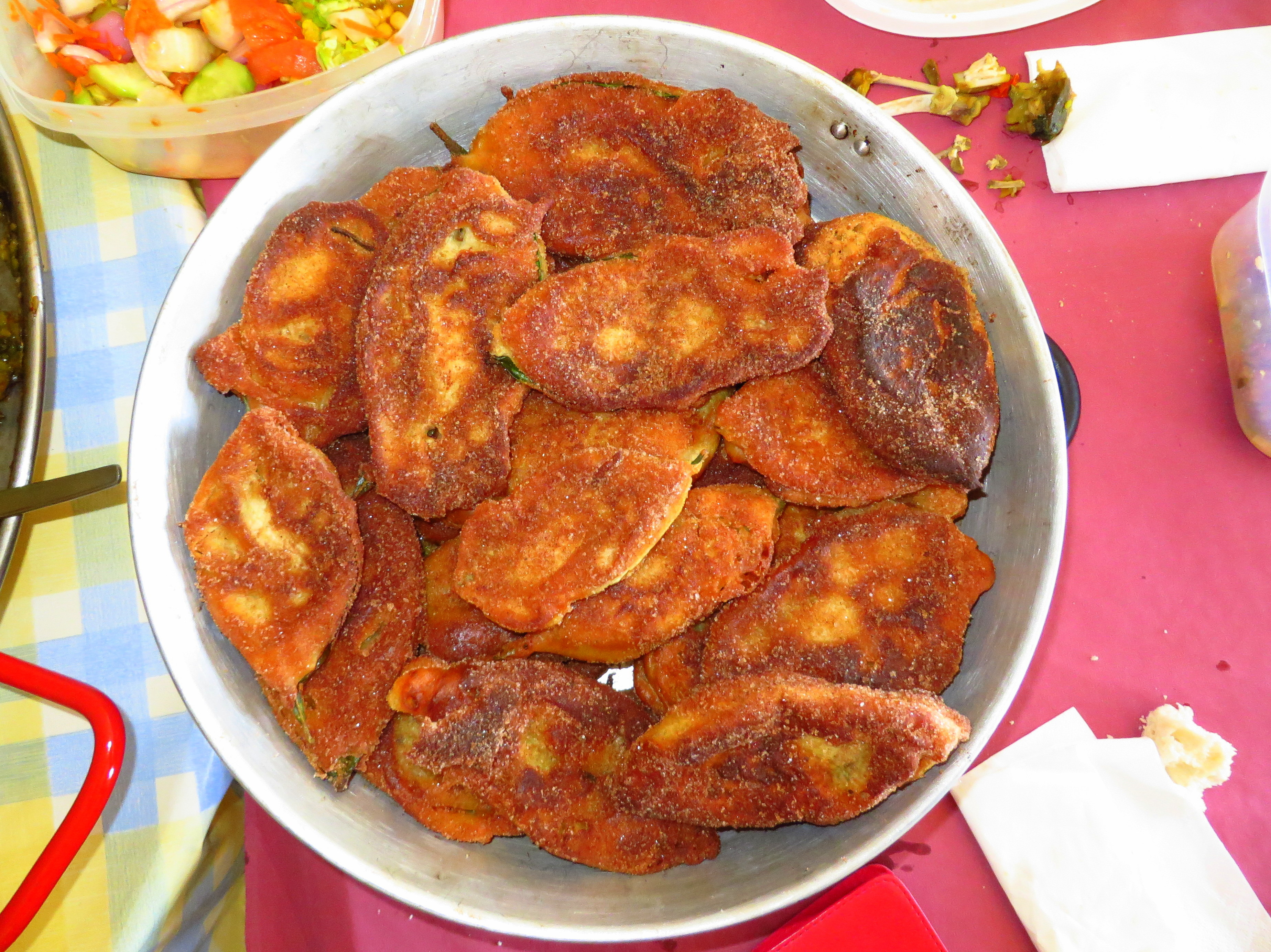
Paparajotes: beignets cuits sur feuille de citronnier

La feuille de combava est un condiment utilisé cru ou cuit dans les cuisines du sud-est de l'Asie. Elle dégage un gout puissant de citronnelle typique de la cuisine thaïe. La feuille de cédrat est mentionnée par l'Anonyme andalou dans de nombreuses recettes du moyen-âge (utilisée comme du laurier) et Lucie Bollens donne une recette de boisson à base de feuille de cédrat à la même époque. Ibn Razin al-Tujîbî (Murcie XIIIe siècle) l'utilise en court-bouillon pour sa daurade au miel. Le Kitro de Naxos est une liqueur de feuille de cédrat. Le chef Alain Passard glisse les feuilles de lime entre la peau et la chair du poisson avant de la griller, la feuille de citronnier est utilisée en cuisine italienne avec le poisson, les crevettes et les huitres. Les paparajotes sont des beignets cuits sur des feuilles de citronnier.

#### La fleur
Le Ricettario fiorentino Arte de' medici e speziali di Firenze(1567) donne une liste de confitures (conserva di fiori) d'oranger de citronnier, de cédratier. Antonio Colmenero de Ledesma dans sa recette de chocolat donne comme option de le parfumer à l'eau de fleur d'oranger (1667).

#### Le fruit
Le zeste, l'albedo (partie blanche), la pulpe directement ou en jus sont consommés.

##### Le fruit mûr
La limonade est la plus ancienne boisson décrite à base d'agrume (jus de citron acide, eau, sucre) date de haut moyen âge arabe arabe ليموناضة (lymunada), son usage est médicale et désaltérant. La Varenne (1654) donne la recette de l'orangeade (limonade d'orange) identique.
Le fructose est le sucre prédominant dans les agrumes, la mandarine a la plus forte concentration des trois principaux sucres (galactose, fructose et glucose) de fructose parmi les 5 variétés courantes. Le kumquat n'a pas de galactose. 2 alcools de sucre, le sorbitol et le myo-inositol sont abondants dans la pulpe des agrumes, spécialement les mandarines.

## Santé

### La feuille
Les feuilles de C. reticulata (mandarinier), de C. aurantifolia (limettier), de C. sinensis (orange douce) et de C. maxima (pamplemousse) en tisane sont citée avec des propriétés hépatoprotectrices, anticancéreuses, anti-inflammatoires, antimicrobiennes, antidiabétiques, anti-obésité, antiulcéreuses, antidépressives et antioxydantes (2024). La feuille de bigaradier s'emploie en tisane dans les pays producteurs, les effets prétendus sont un pouvoir relaxant (donne le sommeil), digestif, antalgique. Le bain traditionnel chinois d'infusion de de feuilles et de zestes de pamplemousse a des fonction protectrices et revitalisantes.

### Métabolites

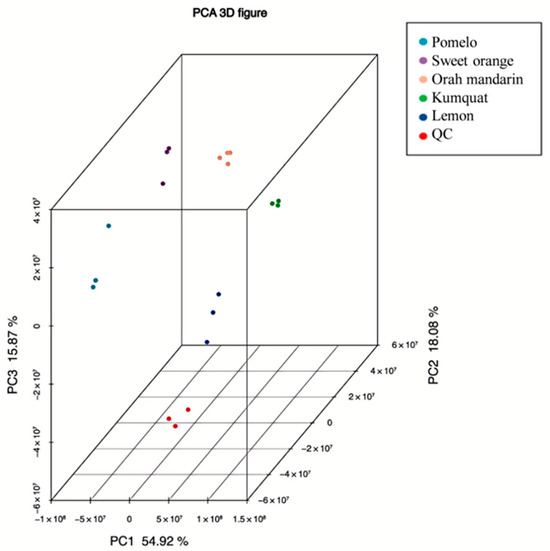
Score PCA des métabolites de 5 variétés d’agrumes (2025) : Les citrons et les pamplemousses présentant le plus de métabolites différentiels (67 métabolites différents). Les kumquat et les oranges douces en présentent le moins (39 métabolites)..

Les métabolites primaires et les acides phénoliques des agrumes sont étudiés pour leur effets protecteurs de la plante, sur les aromes et sur la santé.  Les 5 principales variétés d'agrumes contiennent 342 métabolites primaires et 77 acides phénoliques. La biosynthèse des phénylpropanoïdes et la biosynthèse des acides aminés variaient significativement entre les variétés. Les citrons présentent les métabolites les plus abondants après les pamplemousse (C. maxima), les kumquats et des oranges navel en présentent les moins. 
Le pamplemousse (C. maxima) a des niveaux plus élevés d'acides aminés essentiels (L-valine, L-méthionine) et de vitamine C. La L-méthionine et la L-valine jouent un rôle dans les processus antibactériens et anti-inflammatoires. La mandarine contient des niveaux les plus élevés d'acides aminés essentiels L-tryptophane, L-phénylalanine et L-lysine qui en fait une base théorique pour un régime alimentaire nutritif.

## Huiles essentielles
Les différentes parties de la plante contiennent des composés aromatiques volatils : 
- des feuilles et les branches, on extrait par hydrodistillation l'huile essentielle de petit grain et l'eau de Brout qu'on récupère de la distillation du petit grain ;
- des fleurs avec la même technique on extrait l'huile essentielle de néroli et les eaux de fleur (la plus courante est l'eau de fleur d'oranger) comme sous-produit ;
- de l'épicarpe des fruits par expression à froid, par distillation avec ou sans solvant, sous vide ou assistée par micro-ondes, on obtient les huiles essentielles d'agrumes. Cette partie du fruit est elle-même, le plus souvent, un sous produit du pressage pour le jus[72].

Les huiles essentielles d'agrume représentaient 65% du marché mondial de huiles essentielles en 2010. Masayoshi Sawamura distingue les huiles essentielles d'agrumes à fruits doux (rapport sucre/acide proche de 10), les plus abondamment produites sont orange douce, grapefruit (Citrus paradisi) et mandarines, des agrumes à fruits acides citron, lime, bergamote, yuzu. La production des huiles essentielles d'agrume est mondialisée, le bigarade provient spécialement d'Inde et de Tunisie, la Bergamote est une spécialité calabraise, l'Asie produit des H.E. de pamplemousse, de citron, de mandarine, de combava. Les extraits naturels sont le plus souvent retraitées : le limonène, relativement inodore, mais qui rend l'huile essentielle sensible à l'oxydation est réduit ou éliminé (déterpénation) pour les usages alimentaires, de même le bergaptène qui est un photosensibilisant.

### Composition

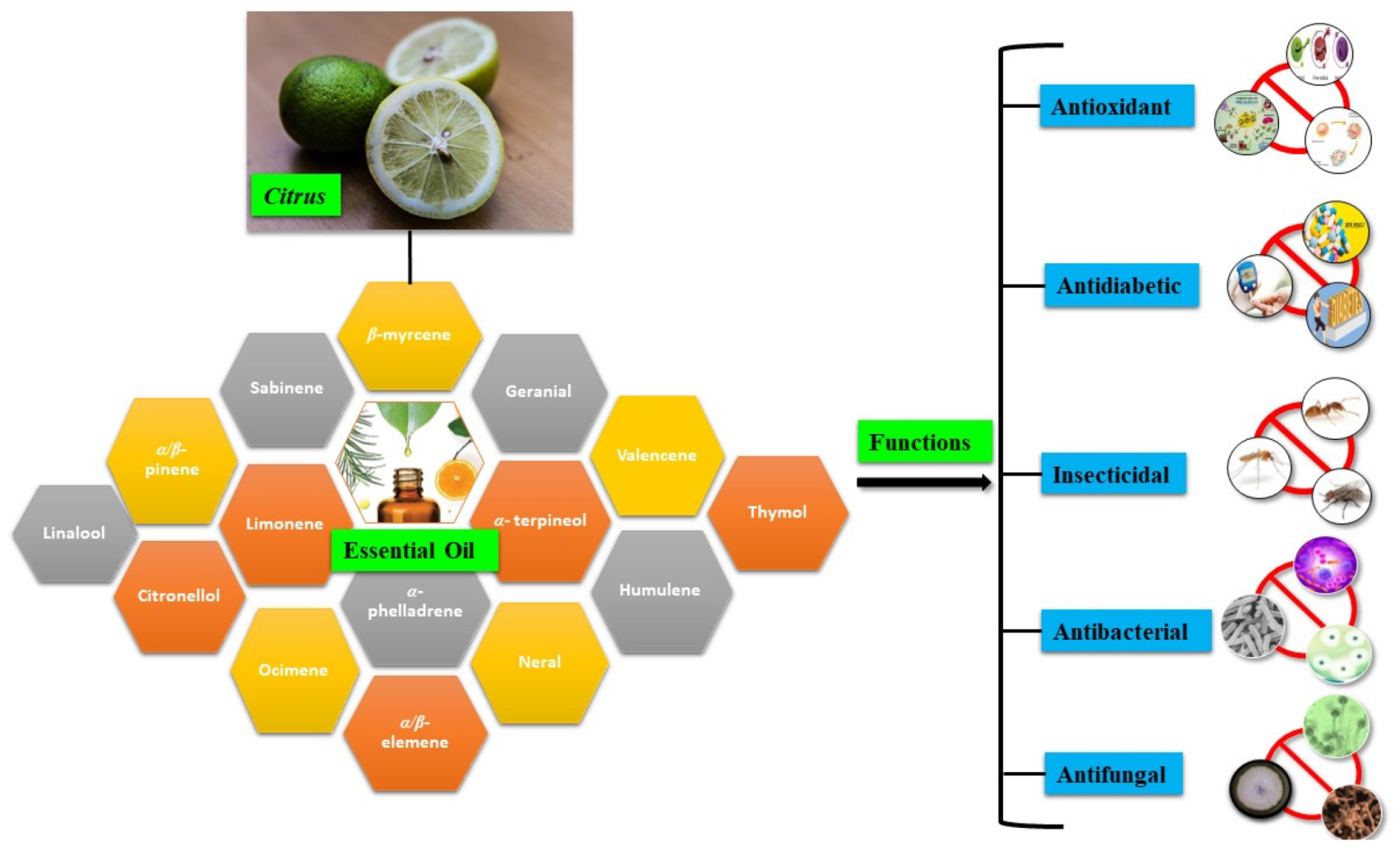
Principaux composants et fonctionnalités de H.E. d'agrumes chez Himashree Bora et al. (2020)

Les huiles essentielles d'agrumes sont constituées à 95 à 98 % de terpènes et terpénoïdes en C10 et de sesquiterpènes et sesquiterpénoïdes en C15. Les huiles essentielles d'écorces d'agrumes (mesurée sur 4 variétés) est d'abord riche en composés hydrocarbonés (89 à 95 %), la teneur en D-limonène dans tous les composants est nettement supérieure à celle des autres composés.
Les principaux composants sont les monoterpènes, qui se composent de deux unités d'isoprène (C5 H8) et représentent environ 97 % des huiles purifiées, les alcools, les aldéhydes et les esters représentent 1,8 % à 2,2 %. La composition varie en premier lieu avec la variété d'agrumes, puis avec le stade de maturité du fruit, chez l'orange, la mandarine, la bergamote la proportion de limonène croit avec le murissement, alors que celle de linalol diminue. Le climat est un second paramètre qui influence la composition par exemple l'H.E. de bergamote en climat tropical (Bamako) qui produit des fruits toute l'année l'huile essentielle du fruit mûr varie régulièrement en fonction de la date de prélèvement (la teneur en linalol décroit pendant l'hivernage irrigué). Enfin, la méthode et les conditions d'extraction influencent la composition.
La combinaison de 24 composants aromatiques d'HE d'écorces d'agrumes est variable (10 chez Citrus meyerii, 20 chez la bigarade). Le linalol est celle qui contribue le plus à la saveur des HE d'écorces de fruits.
Les H.E. de feuilles des agrumes de la Givaudan Citrus Variety Collection (2022) ont été classées, sur la base de leurs parfums, en groupes qui correspondent aux clades taxonomiques : orange douce, d'orange amère, combava, mandarines et citrons. Les composés caractéristiques des groupes sont l'acétate de linalyle et le linalol (feuille de bigaradier), le sabinène (feuille d'orange douce), l'anthranilate de méthyle N-méthyle (feuille de mandarine), le γ-terpinène (feuille de yuzu), le citronellal (Combava), le limonène, citronellal et citral (citrons et cédrats). L'H.E. de bergamote importante en parfumerie se singularise par son (R)-limonène.

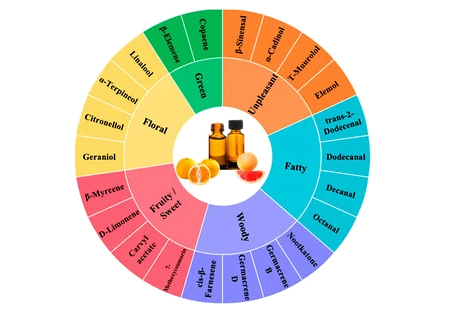
Corrélation entre les composés aromatiques actifs et les attributs sensoriels du Huyou chez Huan Cheng et al. 2024.

Une publication chinoise (2024) donne une carte simplifiée la correspondance entre les notes du parfum et les composés. Une synthèse (2025) de la littérature classe les pourcentages des composés aromatiques pour les principales espèces cultivées. 

### Production
Par importance, l'huile essentielle d'orange domine de loin la marché dont l'huile essentielle de bigaradier (fleurs, feuilles : néroli-bigarade source Maroc et Tunisie, écorce du fruit) et l'orange douce (C. sinensis) avec feuilles : néroli-Portugal

### Santé – effets antioxydants et anti-inflammatoires
Kentaro Matsuzaki et al. ont publié (2022) une synthèse des études sur les effets des peaux et des extraits d'agrumes sur la santé et le métabolisme du cerveau humain. Ils montrent que des études précliniques, cliniques et épidémiologiques rapportent ou semblent prouver que flavones polyméthoxylées (nobilétine), et les flavanones (naringine, hespéridine et narirutine) dont les agrumes sont inégalement riches selon les espèces ont des effets neuroprotecteurs dans des modèles de démence, améliorent la fonction cognitive et réduisent du risque de maladie associée chez les individus et/ou les patients en bonne santé. Il est démontré que le parfum d'orange réduit niveau d'anxiété, donne une humeur plus positive et un niveau de calme plus élevé que les groupes témoins.
Les mêmes auteurs rapportent que l'extrait de peau de yuzu améliore les indices glycémiques à jeun et a un effet antidiabétique, les flavonoïdes d'agrumes affectent la pression artérielle et la fonction vasculaire, réduisant le risque d'accident vasculaire cérébral, et que le jus d'orange (300 ml pendant 2 mois) modulait le microbiote intestinal et améliore simultanément les profils glycémiques et lipidiques.
Les agrumes sont riches en flavonoïdes d'où sont extraites les fractions flavonoïques purifiées micronisées censées retarder les complications de l'insuffisance veineuse en augmentant le tonus veineux (résistance des vaisseaux sanguins) et le drainage lymphatique. Elles sont proposées pour réduire les phénomènes inflammatoires, préserver la microcirculation et favoriser la cicatrisation des ulcères de jambes.

### Parfumerie - cosmétique

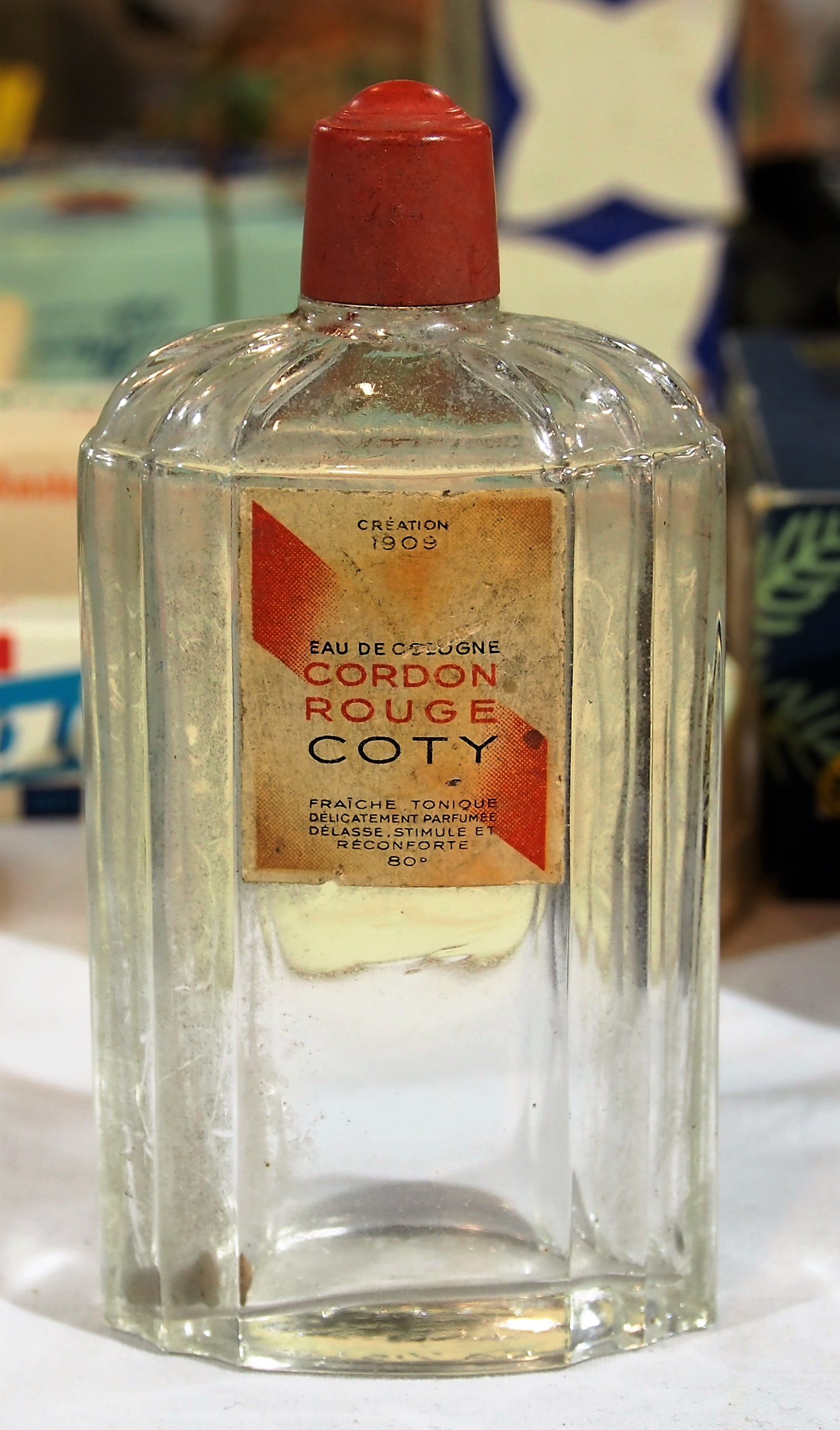
Eau de Cologne Cordon Rouge (1909)

D'après Théophraste le cédrat servait à parfumer la bouche;  «l'intérieur du fruit, cuit dans du bouillon, mâché ou avalé, lui laisse une odeur agréable», son huile essentielle aurait été utilisée en parfumerie et en médecine dans l'Antiquité. Ibn al-ʻAwām (XIIe siècle) écrit des fleurs de bigaradier «On retire de ces fleurs une huile essentielle qu'on obtient de la même manière que celle de la giroflée et de la violette; elle est très-odorante, comme celle du jasmin. Elle fortifie les articulations par la propriété qu'elle a de chasser les mauvaises odeurs». Les huiles essentielles de citron, bigarade et de bergamote entrent dans les parfums de la renaissance. Le Parfumeur Royal (1699) donne la méthode de distillation des essences de «Cedra, Bergamotte, Bigarade, Limoncelle, Portugal, autres fruits», à cette époque l'usage en est principalement médical. Après 1720, les pratiques d'hygiène corporelle se généralisent en France et en Angleterre avec l'usage de nombreuses huiles et hydrolats, de l'huile de néroli pure et la fleur d'oranger. La cour parfumée de Louis XV se parfume de mélanges travaillés et passée la révolution française se diffuse l'eau de Cologne à base d'essence de bergamote dont Napoléon était un gros consommateur. Dès 1809, Le Parfumeur Impérial donne de nombreuses eaux d'Odeurs principalement à base de jasmin, rose, fleur d'orange, tubéreuse, jonquille, etc.. George William Septimus Piesse (Des odeurs, des parfums et des cométiques) écrit en 1865 que l'essence de néroli est très employée dans la parfumerie pour son odeur rafraîchissante élément principal de l'eau de Lisbonne, ou eau de Portugal.
Le XXe siècle voit une accélération de la sélection variétale et la normalisation des qualités par provenance, les espèces restent principalement le cédrat, la bigarade, l'orange douce, la bergamote. L'huile essentielle de lime (Antilles, Comores, Mexique) devient d'emploi fréquent en parfumerie vers 1950. Avec le XXIe siècle les huiles essentielles de mandarine, grapefruit (C. paradisi), trouvent des emplois, restent rares dans les parfums les huiles essentielles de kumquat, des agrumes japonais (yuzu, yuzu vert, kabosu, buntan, etc.), de combava et de pamplemousse (C. maxima) dont l'industrie du jus est moins développée. 